# Koppenbergcross 2016
De 27e editie van de Koppenbergcross werd gehouden op dinsdag 1 november 2016 in Melden. De wedstrijd maakte deel uit van de DVV Verzekeringen Trofee 2016-2017.

## Programma
| Tijd  | Categorie                        | Duur       |
| ----- | -------------------------------- | ---------- |
| 10:00 | Jongens nieuwelingen (nationaal) | 30 minuten |
| 11:00 | Jongens junioren                 | 40 minuten |
| 12:00 | Mannen beloften                  | 50 minuten |
| 13:45 | Vrouwen elite                    | 40 minuten |
| 15:00 | Mannen elite                     | 60 minuten |

## Mannen elite

### Uitslag
| Plaats  | Naam                   | Ploeg                  | Tijd     |
| ------- | ---------------------- | ---------------------- | -------- |
| Winnaar | Wout van Aert          | Crelan-Vastgoedservice | 1u03'08" |
| 2       | Kevin Pauwels          | Marlux-Napoleon Games  | + 29"    |
| 3       | Lars van der Haar      | Giant-Alpecin          | + 34"    |
| 4       | Toon Aerts             | Telenet-Fidea Lions    | + 46"    |
| 5       | Klaas Vantornout       | Marlux-Napoleon Games  | + 56"    |
| 6       | Michael Vanthourenhout | Marlux-Napoleon Games  | + 1'04"  |
| 7       | Corné van Kessel       | Telenet-Fidea Lions    | + 1'14"  |
| 8       | Jens Adams             | Crelan-Vastgoedservice | + 1'18"  |
| 9       | Laurens Sweeck         | ERA-Circus             | + 1'34"  |
| 10      | Michael Boroš          | ERA-Circus             | + 1'44"  |
| 11      | 0                      |                        |          |
| 12      | 0                      |                        |          |
| 13      | 0                      |                        |          |
| 14      | 0                      |                        |          |
| 15      | 0                      |                        |          |

| Pos. | Punten |
| ---- | ------ |
| 1    | 80     |
| 2    | 60     |
| 3    | 40     |
| 4    | 30     |
| 5    | 25     |
| 6    | 20     |
| 7    | 17     |
| 8    | 15     |
| 9    | 12     |
| 10   | 10     |
| 11   | 8      |
| 12   | 5      |
| 13   | 4      |
| 14   | 2      |
| 15   | 1      |

1988 ·  
1989 ·  
1990 ·  
1991 ·  
1992 · 
1993 · 
1994 · 
1995 ·
1996 · 
1997 · 
1998 · 
1999 (januari) · 
1999 (november) · 
2000 · 
2001 · 
2002 · 
2003 · 
2004 · 
2005 · 
2006 · 
2007 · 
2008 · 
2009 · 
2010 · 
2011 · 
2012 · 
2013 ·  
2014 ·  
2015 · 
2016 · 
2017 · 
2018 · 
2019 · 
2020 · 
2021 · 
2022 · 
2023 · 
2024 · 
2025